# 北疆狂蛛
北疆狂蛛（学名：Zelotes beijiangensis）为平腹蛛科狂蛛属的动物。在中国大陆，分布于新疆等地，常栖息于草丛。该物种的模式产地在新疆。